# Inga Skujiņa

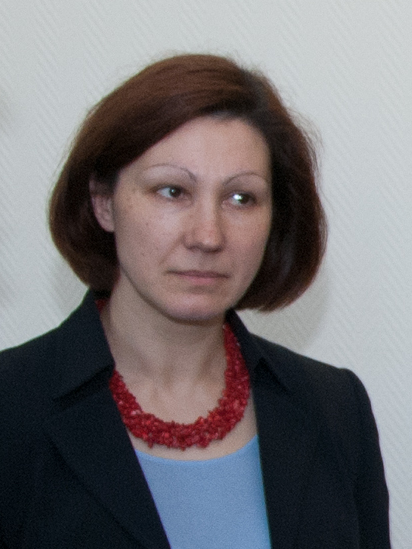
Inga Skujiņa (2012)

Inga Skujiņa (* 22. Mai 1971 in Jelgava, damals Lettische SSR) ist eine lettische Diplomatin. Sie war von 2017 bis 2022 Botschafterin ihres Landes in Deutschland.

## Leben
Inga Skujiņa studierte von 1989 bis 1994 Architektur und erwarb an der Fakultät für Architektur und Stadtplanung der Technischen Universität Riga einen Master-Abschluss. Anschließend erweiterte sie von 1994 bis 1995 ihre akademische Ausbildung durch ein Studium des Fachs Internationale Beziehungen an der Universität Lettlands in Riga sowie am Institut für Internationale Beziehungen in Stockholm (1995). Ihre Tätigkeit als Reporterin und Übersetzerin im Bereich Auslandsnachrichten für die nationale Tageszeitung Diena, mit der sie schon 1993 während ihres Studiums begonnen hatte, übte sie noch bis 1995 aus.
In den diplomatischen Dienst ihres Landes trat Skujiņa 1995 ein. Bis 1997 leitete sie die Abteilung für internationale Organisationen/Sicherheitspolitik im lettischen Außenministerium. Von 1997 bis 2000 war sie diplomatische Mitarbeiterin in der Ständigen Vertretung der Republik Lettland bei der Organisation für Sicherheit und Zusammenarbeit in Europa (OSZE) in Wien. Im Jahr 2000 kehrte sie an das Außenministerium zurück und war dort in verschiedenen Positionen tätig: Zunächst war sie bis 2001 Stellvertretende Leiterin der Abteilung für Sicherheitspolitik und Leiterin der Unterabteilung Rüstungskontrolle, dann bis 2003 Leiterin der NATO-Abteilung, und zuletzt von 2003 bis 2007 Beraterin des Staatssekretärs.
Im Jahr 2008 wechselte Skujiņa als Stellvertretende Staatssekretärin in das Justizministerium. Diese Funktion hatte sie bis 2012 inne. Von 2012 bis 2014 leitete sie das Sekretariat der lettischen EU-Ratspräsidentschaft 2015 und war anschließend bis 2017 Stellvertretende Staatssekretärin für EU-Angelegenheiten im lettischen Außenministerium.
Am 29. August 2017 wurde Inga Skujiņa als Nachfolgerin von Elita Kuzma als außerordentliche und bevollmächtigte Botschafterin der Republik Lettland in der Bundesrepublik Deutschland mit Sitz in der Lettischen Botschaft in Berlin akkreditiert. 2022 wurde sie abberufen; ihr folgte Alda Vanaga nach.
Skujiņa spricht Englisch, Französisch, Deutsch und Russisch. Sie ist verheiratet und Mutter zweier Kinder.

## Auszeichnungen
- 2000: Preis des Staatssekretärs, Außenministerium der Republik Lettland[2]
- 2003: Diplom des Ministeriums für Verteidigung der Republik Lettland
- 2010: Anerkennungsurkunde des Ministeriums der Justiz der Republik Lettland
- 2015: Anerkennungskreuz der Republik Lettland